# Ardon, Valais
Ardon är en ort och kommun i distriktet Conthey i kantonen Valais, Schweiz. Kommunen har 3 709 invånare (2023).